# Miguoel Admiraal
Dit overzicht is mogelijk incompleet; u kunt helpen door het uit te breiden.
Miguoel Admiraal geboren in 1994 is een Nederlandse schaker. Hij is sinds 2015 een Internationaal Meester (IM).

## Schaakcarrière
In juli 2018 won hij het Open toernooi in Andorra waar hij zijn eerste grootmeesternorm behaalde. Later dat jaar won hij ook het Amsterdam Open.
Zijn tweede grootmeesternorm behaalde hij in februari 2019 tijdens het Cappelle-la-Grande Open, waar hij tevens toernooiwinnaar was. In 2019 passeerde zijn FIDE-rating de 2500 grens.
Sinds 2021 komt Admiraal uit voor de Amsterdam Berserkers.

## Persoonlijk
Admiraal studeerde af als econometrist aan de Universiteit van Amsterdam.